# Нью-Піттсбург (Огайо)
Нью-Піттсбург (англ. New Pittsburg) — переписна місцевість (CDP) в США, в окрузі Вейн штату Огайо. Населення — 303 особи (2020).

## Географія
Нью-Піттсбург розташований за координатами 40°50′51″ пн. ш. 82°5′50″ зх. д. / 40.84750° пн. ш. 82.09722° зх. д. (40.847486, -82.097309).  За даними Бюро перепису населення США в 2010 році переписна місцевість мала площу 3,55 км², з яких 3,53 км² — суходіл та 0,02 км² — водойми.

## Демографія
Згідно з переписом 2010 року, у переписній місцевості мешкало 388 осіб у 115 домогосподарствах у складі 94 родин. Густота населення становила 109 осіб/км².  Було 121 помешкання (34/км²).
Расовий склад населення:
| - 99,0 % — білих - 1,0 % — чорних або афроамериканців |

До двох чи більше рас належало 0,0 %. Частка іспаномовних становила 0,0 % від усіх жителів.
За віковим діапазоном населення розподілялося таким чином: 21,6 % — особи молодші 18 років, 58,0 % — особи у віці 18—64 років, 20,4 % — особи у віці 65 років та старші. Медіана віку мешканця становила 41,4 року. На 100 осіб жіночої статі у переписній місцевості припадало 89,3 чоловіків;  на 100 жінок у віці від 18 років та старших — 88,8 чоловіків також старших 18 років.
Середній дохід на одне домашнє господарство  становив 61 482 долари США (медіана — 75 625), а середній дохід на одну сім'ю — 65 615 доларів (медіана — 72 361). За межею бідності перебувало 3,5 % осіб, у тому числі 0,0 % дітей у віці до 18 років та 0,0 % осіб у віці 65 років та старших.
Цивільне працевлаштоване населення становило 112 особи. Основні галузі зайнятості: транспорт — 20,5 %, виробництво — 19,6 %, сільське господарство, лісництво, риболовля — 13,4 %, будівництво — 12,5 %.